# Генри, Эдвард

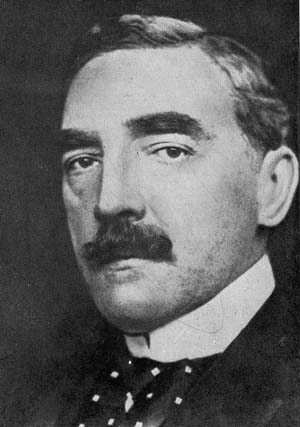
Эдвард Генри

Эдвард Генри — английский чиновник в колониальной Индии, криминалист. С 1891 года по 1901 год занимал должность генерального инспектора полиции Бенгалии, а с 1903 по 1918 год возглавлял Столичную полицию Лондона.

## История
Родился в 1850 году в районе Шэдвелле восточной части Лондона. Сын врача.
В 1873 году прибыл в Индию и поступил на работу в индийское гражданское управление.
Заняв высокий пост в Калькутте, ввёл в полиции систему идентификации преступников по антропометрическим данным — бертильонаж. На карточку задержанного ставились также отпечатки пальцев, но пока лишь как особая примета.
Система идентификации Бертильона работала. В 1893 году в Бенгалии путём идентификации удалось установить прежнюю судимость у 23 вновь арестованных, в 1894 — у 143, в 1895—207. К этому времени число карточек в Калькутте достигло 100000. При этом выявилось, что вследствие ошибок при обмеривании, и того, что количество карточек в каждом разделе картотеки при таком её объёме стало довольно-таки большим, то на поиски одной карточки уходило не менее часа. При этом не исключались ошибки, то есть искомая карточка могла быть не найдена.
В 1893 году в руки Генри попала изданная за год до этого книга Гальтона «Отпечатки пальцев». В 1894 году, отправившись в Лондон в отпуск, Генри посетил Гальтона в его лаборатории в Саут-Кенсингтоне. Гальтон, которому было уже более семидесяти лет, рассказал обо всех своих исследованиях. Вернувшись в Калькутту, Генри продолжил свои исследования папиллярных узоров. И именно он нашёл оптимальное решение по использованию строения папиллярных узоров в создании системы картотечной дактилоскопической регистрации. Он предложил, так называемую, дактилоскопическую формулу, в соответствии с которой производится раскладка дактилокарт по разделам картотеки.
Написал книгу «Классификация и использование отпечатков пальцев».
5 декабря 1900 года Генри сделал доклад перед комиссией по проблемам идентификации, созданной при министерстве внутренних дел Англии ещё в 1893 году. Выступление Генри вызвало сенсацию. Френсис Гальтон признал его систему практическим решением вопроса.
Умер в Англии в 1931 году.